# Wilhelm Friedemann Bach

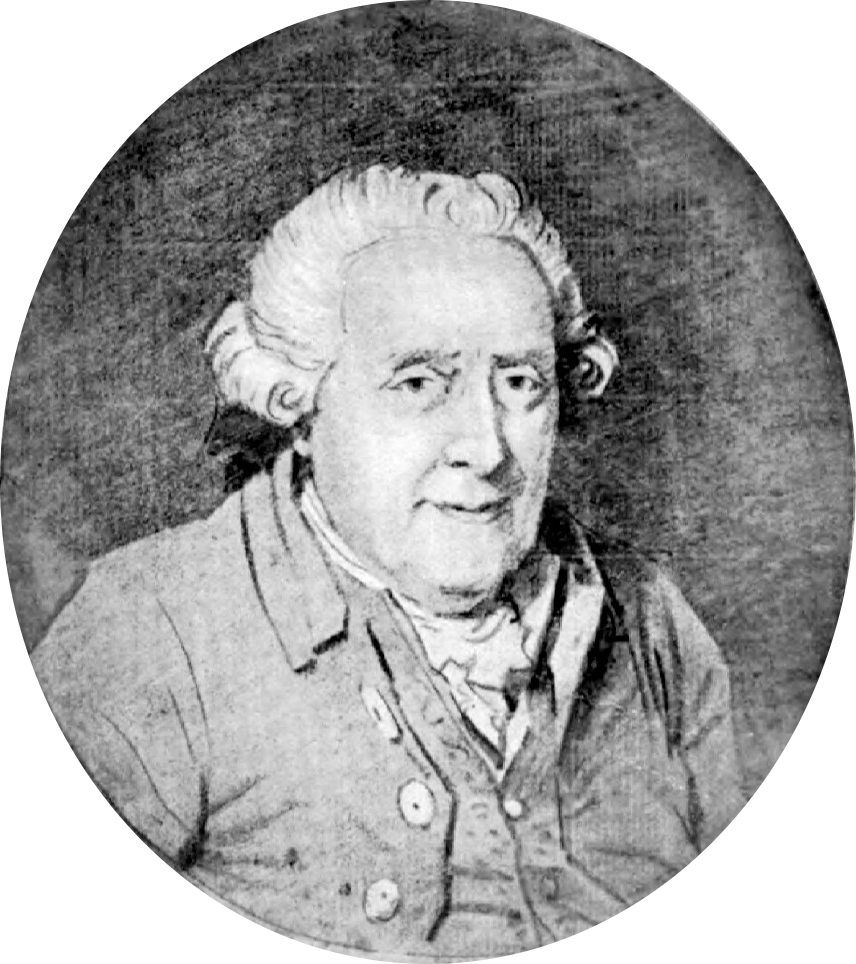
Wilhelm Friedemann Bach

Wilhelm Friedemann Bach (22 de novembro de 1710 - 1 de julho de 1784) foi um organista, cravista, professor e compositor alemão.
Era o primogênito e filho predileto de Johann Sebastian Bach e era dotado de grande talento. Para sua educação musical seu pai escreveu o Clavierbüchlein. Também estudou Direito na Universidade de Leipzig e Matemática na Universidade de Halle. Em 1733 foi nomeado organista da Igreja de Santa Sofia em Dresden, e em 1746 tornou-se organista da Igreja de Santa Maria em Halle. Em 1751 casou-se com Dorothea Elisabeth Georgi (1721–1791), tendo com ela dois filhos e uma filha.
Sua vida em Halle não foi feliz, várias vezes seus superiores entraram em conflito com ele por motivos mesquinhos, levando-o a tentar repetidamente colocações em outras cidades, mas nunca teve sucesso. Em 1764 sua situação havia se tornado insustentável. Pediu demissão sem ter nenhum emprego em vista e passou a levar uma vida de músico itinerante, sobrevivendo principalmente como professor de teclado. Não manteve um número de alunos constante e a renda que conseguia era sempre incerta. Chegou em muitas ocasiões a enfrentar dificuldades financeiras, quando foi obrigado a vender bens pessoais e manuscritos paternos recebidos em herança para poder subsistir. Na década de 1770 conheceu algum alívio ao ser admitido na corte da Prússia, mas logo saiu de moda e as privações reiniciaram, acabando por falecer pobre e endividado.
Foi muito apreciado como organista virtuoso e por sua capacidade de improvisar. Deixou boa quantidade de música de câmara, música sacra, sinfonias, concertos e peças para teclado, de excelente qualidade, cujas características antecipam a tensão e emocionalismo do Romantismo, embora seu estilo deva muito ao exemplo do pai.